# 사이버펑크

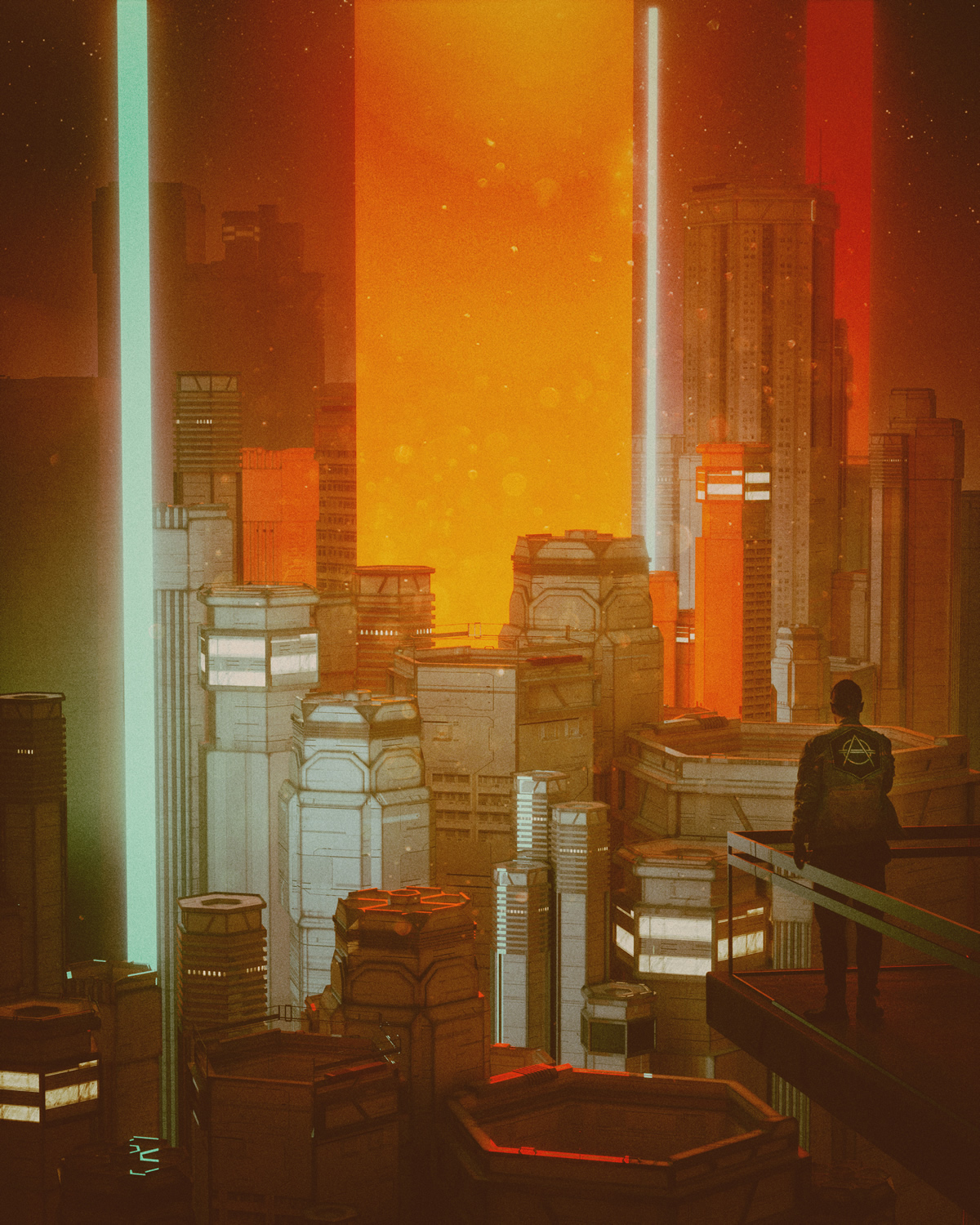

사이버펑크(cyberpunk)는 1980년대 이후 등장한 과학 소설의 한 장르이며 인간 본성, 기술, 그리고 이 둘이 엮이게 되면서 가까운 미래에 일어날 새로운 아이디어를 표현하는 것을 말한다. 이 장르는 특히 발달된 과학기술과 이에 따른 사회적 병폐, 부조리, 계급 갈등 등을 소재로 하고 있다. '사이버네틱스'(인공두뇌학, Cybernetics)와 '펑크' (70년대식 반항적 패션경향, Punk)를 합하여 만든 낱말로 브루스 베스키의 단편 <사이버펑크>(1980년)에서 비롯하였다. 그 뒤, 가드너 더즈와가 이 단어를 그가 편집하는 출판물에서 쓰기 시작하면서 널리 알려지게 되었다. 사이버펑크의 이야기는 자주 해커, 인공지능, 그리고 거대기업 사이에 일어나는 분쟁에 초점을 맞추고 있으며 바깥 세계나 먼 미래를 다루는 다른 과학소설과는 달리 비교적 가까운 미래의 지구가 중심이다. 여기서 그려지는 사회는 주로 후기 고도 정보 기술 사회가 디스토피아로 표현되는 우울한 사회상으로 그려진다. 그래서 이 장르의 소설들은 때때로 필름느와르의 영화나 탐정소설의 형식을 빌어서 구성하기도 한다.
사이버펑크가 다룬 포스트모더니즘의 탐구는 학계에서도 흥미로운 주제로 많이 다루며 미국의 헐리우드 영화계의 관심을 끌면서 블레이드 러너, 매트릭스 삼부작 등 이 장르에 속하는 영화들을 만들기도 했다. 한편, 일본에서는 AKIRA, 공각기동대 등의 사이버펑크 장르 애니메이션이 대표적이다.
1990년대 초기에 이 장르는 다른 패션이나 디자인, 음악, 게임 등에도 영향을 주기 시작했으며 새로운 장르로서 인기를 끌기 시작했다. 또한 비슷한 장르로서 스팀펑크나 생물학적 기술 발달을 주제로 유전공학 기술 등이 등장하는 바이오펑크 등이 계속 등장한다.

## 특징
과학 소설의 장르적 특징으로서 사이버펑크는 과학과 기술에 대해 무정부주의적이며 급진적, 반항적인 분위기가 풍기는 것이 보통이다. 사이버펑크는 보통 과학 기술이 인간을 소외시키고 인간을 불행하게 만들고 있으며 스스로 언젠가는 멸망할 것이라는 식의 태도에 비해 오히려 반대로 기술을 좀 더 적극적이고 급진적으로 받아들임으로써 발전하거나 다음 단계로 나아가는 태도를 가지고 있다. 예를 들어, 인공지능 기술이 인간과 융합하는 것 등, 이러한 면에서 사이버펑크는 급진적이다. 윌리엄 깁슨의 <뉴로맨서> 같은 작품에는 이러한 기술과 융합하는 것을 마치 마약과 같은 환상적인 경험의 확장으로 보았다. 이러한 새로운 감각과 가능성의 확장에 의해 기존의 도덕 관념과 사회체제는 흔들리게 되고 새로운 이해의 시각이 필요하게 된다. 예를 들어, 영화 <블레이드 러너>에서는 인간보다 더 인간다운 인조인간(리플리컨트)을 통해 인간이라는 존재와 '인간이 창조한 새로운 인간이 어떤 차이가 있는가?', '가상과 실제의 구별이란 무엇인가'에 대한 진지한 질문을 던지고 있다.

## 유행
사이버펑크의 트렌드는 1980년대 말에서 1990년대 초까지의 정보화 시대를 새로 시작하는 시기와 일치한다. 소설을 비롯하여 영화, 애니메이션에 이르기까지 많은 영향을 끼쳤으며 패션과 디자인에도 많은 영감을 주었다.

### 문학
1984년에 발표한 윌리엄 깁슨의 소설 <뉴로맨서>는 사이버펑크 문학을 거론할 때 가장 많이 언급되는 작품이다. 그는 어두운 필름느와르의 분위기를 새로운 기술과 이국적인 문화를 섞어 다시 창조하고 또한 반영웅적인 주인공이 엮는 전형적인 탐정소설의 이야기를 풀어냄으로써 새로운 스타일을 창조하였다고 평가 받고 있다. 그 밖의 대표적인 사이버펑크 장르의 작가로는 필립 K. 딕, 브루스 스털링, 팻 캐디건, 루디 럭커와 존 셜리 등이 있다.

### 영화
1982년 영화 블레이드 러너는 필립 K. 딕의 소설 안드로이드는 전기양의 꿈을 꾸는가?를 각색하여 영화로 만든 것이다. 이 작품에서 나오는 2019년의 로스엔젤레스는 전형적인 사이버펑크식 디스토피아적인 이미지를 가진 도시이다. 이 밖에도 <코드명 J>(1995년), <스크리머스>(1996년), <마이너리티 리포트>(2002년), <페이첵>(2003년), <A Scanner Darkly>(2006년) 등이 미국 영화계에서 만들어졌다.

## 파생 용어

### 사이버펑크족
사이버펑크족은 아직 개발되지 않은 차세대 기술로 환상적인 세계를 열어가겠다는 데에 편집광적인 집착을 보이는 집단을 말한다. 이들이 지향하는 과제는 컴퓨터·섹스·두뇌개량약품 등 다분히 향락적이고 비생산적인 분야에 집중되어 있는 것이 특징이다. 사이버펑크족은 PC와 PC통신이 보급되던 1980년대 초반 미국에서 태동되었으며, 1990년대 초반에는 한국에도 유입되어 소수의 젊은이들 사이에서 유행했다.

## 같이 보기
- 사이버펑크 파생물
- 일본의 사이버펑크
- 디스토피아
- 전자화폐

### 관련 게임
- 사이버펑크2077

## 참고 서적
- 사이버펑크란 무언인가
- 기술과 운명 - 사이버펑크에서 철학으로, 이정우 지음, 한길사,ISBN(13) : 9788935653492